# Billy Drago
Pour les articles homonymes, voir Drago.
Billy Drago, nom de scène de William Eugene Burrows, né le 30 novembre 1945 à Hugoton en Kansas et mort le 24 juin 2019 à Los Angeles en Californie, est un acteur et producteur américain.

## Biographie
Billy Drago de son vrai nom William Eugene Burrows est le fils de l'acteur/réalisateur, William Eugene Burrows (1914-1999) et de Gladys Drago Burrows (1917-1993). Le nom de scène « Drago » était le vrai nom de famille de sa mère, descendante d'une famille d'origine roumaine et tsigane. Son père est d'ascendance indienne apache.
Billy Drago est un acteur connu en particulier pour son interprétation du gangster Frank Nitti dans Les Incorruptibles en 1987, mais aussi pour son rôle du Démon de la Peur Barbas durant plusieurs épisodes de la série Charmed (entre 1999 et 2004), et sa participation au remake 2006 de La colline a des yeux par Alexandre Aja, où il campe un des mutants s'attaquant à une famille sur la route des vacances. On a également pu le voir dans le clip de You Rock My World de Michael Jackson en 2001.

### Vie privée
Il est décédé en 2019 d'un accident vasculaire cérébral. Il a été marié à l'actrice Silvana Gallardo de 1980 à sa mort. Leur fils Darren E. Burrows est également acteur.

## Filmographie

### En tant qu’acteur

#### Films
- 1980 : Windwalker : Crow Scout
- 1981 : La Blessure (Cutter's Way) : Garbage Man
- 1985 : Pale Rider, le cavalier solitaire (Pale Rider) : Deputy Mather
- 1985 : Invasion U.S.A. : Mickey
- 1986 : Vamp : Snow
- 1987 : Banzai Runner : Syszek
- 1987 : Hunter's Blood : Snake
- 1987 : Les Incorruptibles (The Untouchables) : Frank Nitti
- 1988 : Héros (Hero and the Terror) : Dr Highwater
- 1988 : Freeway : Edward Anthony Heller
- 1988 : Dark Before Dawn : Cabalista Leader
- 1989 : Prime Suspect : Cyril
- 1989 : Héroïne Connection : Scalia
- 1989 : True Blood : Billy « Spider » Masters
- 1990 : Delta Force 2: The Colombian Connection : Ramon Cota
- 1991 : Immunité diplomatique (Diplomatic Immunity) : Cowboy
- 1992 : Secret Games : Mark Langford
- 1992 : Martial Law II: Undercover : Captain Krantz
- 1992 : Le Démon des armes (Guncrazy) : Hank Fulton
- 1993 : Death Ring : Danton Vachs (vidéo)
- 1993 : Glass Shadow (Cyborg 2) : Danny Bench
- 1993 : Lady Dragon 2 : Diego
- 1993 : The Outfit : Lucky Luciano
- 1994 : Lunarcop : Kay
- 1994 : Deadly Heroes : Jose Maria Carlos
- 1995 : Never Say Die : Reverend James
- 1995 : The Takeover : Daniel Stein (vidéo)
- 1995 : Mirror, Mirror III: The Voyeur : Anthony
- 1995 : Drifting School
- 1995 : Phoenix : Kilgore
- 1996 : Sci-fighters : Adrian Dunn
- 1996 : Blood Money de John Sheppird : Agent Pierce
- 1996 : Mad Dogs : Wells
- 1997 : A Doll in the Dark : Keith
- 1997 : Convict 762 : Mannix
- 1998 : Monkey Business : Branson
- 1998 : Lima: Breaking the Silence (en) de Menahem Golan : General Monticito Frantacino
- 1999 : Strike Zone : Alex Goddard
- 2000 : Mirror, Mirror IV: Reflection : Frederick Champion
- 2000 : Very Mean Men (en) de Tony Vitale (en) : Dante
- 2001 : Death Game : Shakes Montrose
- 2002 : Welcome to America : le vieillard fou
- 2002 : Deceivers : Esteban
- 2002 : Desert Rose
- 2002 : The Circuit : Lenny Grant
- 2004 : Tremors 4 : La Légende commence (Tremors 4: The Legend Begins) : Black Hand Kelly (vidéo)
- 2004 : Fort Doom : The Undertaker (vidéo)
- 2004 : Mysterious Skin : Zeke
- 2004 : Somewhere in the Middle : le père
- 2004 : Worn Like a Tattoo
- 2005 : El Muerto : le vieil indien
- 2005 : Demon Hunter : Asmodeus
- 2005 : Blood Relic : Harry (vidéo)
- 2006 : Seven Mummies : Drake
- 2006 : La Maison des sévices : Christopher
- 2006 : La colline a des yeux (The Hills Have Eyes) : Papa Jupiter
- 2007 : Moving McAllister : la demoiselle
- 2012 : The Lords of Salem
- 2013 : La Nuit du Templier : Shauna le Chef

#### Téléfilms
- 1979 : No Other Love : Brian
- 1987 : Dangereuse défense (In Self Defense) : Edward Reeves
- 1993 : Brisco County (The Adventures of Brisco County Jr.) : John Bly
- 1997 : Assault on Devil's Island : Carlos Gallindo
- 1999 : Soccer Dog (Soccer Dog: The Movie) : l’attrape-chien
- 2006 : 13 Graves : Red Maines

#### Séries télévisées
- 1979 : The Chisholms : Teetontah
- 1982 : Johnny Belinda : Cutter
- 1986 : Nord et Sud 2 : Rat
- 1986 : Hooker (Saison 5, épisode 18 : Nuits meurtrières)
- 1987 : Le Magicien : Tonio (Le Coup de la chouette)
- [1988] Clair de Lune
- 1993 :  Brisco County : John Bly
- [1995] walker texas ranger (épisode 6 de la saison 4: magie rouge) un indien sorcier
- 2000 : X-Files : Aux frontières du réel : Orell Peattie (saison 7, épisode 14 : Coup du sort)
- 1998-2005 : Charmed : Barbas
- 2006 : Les Maîtres de l'horreur : Christopher (épisode La Maison des sévices)
- 2008 : Supernatural : Dr Benton

### En tant que producteur
- 1995 : Mirror, Mirror III: The Voyeur
- 2005 : Blood Relic (vidéo)